# 江西省历史文化名城
江西省已公布省级历史文化名城11个，其中4个已升格为国家历史文化名城。
- 第一批省级历史文化名城（1991年公布，共5个）[1]
  - 井冈山市
  - 瑞金市（2015年8月11日升格为国家历史文化名城）
  - 九江市（2022年3月28日升格为国家历史文化名城）
  - 赣州市（1994年1月4日升格为第三批国家历史文化名城）
  - 吉安市

- 第二批（2018年4月公布，共5个）[2]
  - 抚州市（2022年1月11日升格为国家历史文化名城）
  - 乐平市
  - 南丰县
  - 金溪县
  - 永丰县

- 增补（2022年10月24日公布，共1个）[3]
  - 修水县